# Jamais vu
『jamais vu』（ジャメヴ）は宝野アリカと片倉三起也による日本の音楽ユニット、ALI PROJECTの1枚目のベストアルバム。

## 概要
- タイトルは日本語では「未視感」と訳される意味のフランス語。（既視感参照。）
- 自身のレーベル「ZAZOU Records」からのリリース。現在、販売終了。「ZAZOU Records」のみのリリースであるアルバムとしては2枚目であり、初のベストアルバム。現時点で他レーベルからのリリースや再発はない。そのほとんどがシングルとそのカップリング曲（東芝EMIからリリースされたもの）から構成されている。

## 収録曲
1. 恋せよ乙女〜Love story of ZIPANG〜
2. 嵐ヶ丘
エミリー・ブロンテによる著作、同名の長編小説『嵐が丘』も参照のこと。
3. ヴェネツィアン・ラプソディー
4. 雨のソナタ〜La Pluie〜
5. Nous Deux C'est Pour La Vie
雨のソナタ～ラ・プリュのフランス語バージョン。
6. エスカルゴ嬉遊曲
「ヴェネツィアン・ラプソディー」のC/W。喜遊曲とはディヴェルティメントのこと。
7. 舞踏会の手帖
嵐ヶ丘のC/W。ジュリアン・デュヴィヴィエ監督作品の同名映画がある。『舞踏会の手帖』参照。
8. 共月亭で逢いましょう
恋せよ乙女のC/W。
9. ストロベリーパイをお食べ
10. Sacrifice
このアルバムで初発表となった楽曲。Sacrificeはいけにえ、犠牲といった意味を持つ英語。

作詞：宝野アリカ、作曲・編曲：片倉三起也

## タイアップ
| 曲名                               | タイアップ                                            | 備考                                                     |
| ---------------------------------- | ----------------------------------------------------- | -------------------------------------------------------- |
| 恋せよ乙女〜Love story of ZIPANG〜 | 黄桜の冷酒『飛沫』CMソング                            | メジャーデビューシングル。                               |
| 雨のソナタ〜La Pluie〜             | セキスイハイムCMソング                                | 4thシングル。                                            |
| ストロベリーパイをお食べ           | テレビ東京系列『緑川高校 甲子園編』オープニングテーマ | 緑山高校甲子園編オリジナル・サウンドトラックからの収録。 |